# 아마제정
아마제정(尼瀬町)은 니가타현 산토군에 있던 정이다.

## 역사
- 1889년 4월 1일 - 정촌제 시행에 의해 산토군 아마제정이 성립하였다.
- 1904년 4월 1일 - 산토군 이즈모자키정과 합병해, 새로운 이즈모자키정이 신설되어 소멸하였다.

## 참고문헌
- 『市町村名変遷辞典』東京堂出版、1990年。